# Attentat de Damas du 21 mars 2013
Pour les articles homonymes, voir attentat de Damas.
L'attentat de Damas du 21 mars 2013 a lieu lors de la guerre civile syrienne.

## Déroulement
Un kamikaze se fait exploser dans la mosquée Al-Imane, dans le quartier de Mazraa, à Damas. L'attentat n'est pas revendiqué, il est condamné à la fois par le président syrien Bachar el-Assad, dans un message publié la nuit du 21 au 22, et par Mouaz al-Khatib, le président de la CNFOR. 

## Bilan humain
Le lendemain de l'attentat, le ministère de la santé syrien annonce que 49 personnes ont été tuées et 84 blessées. Parmi les morts figure notamment Mohamed Saïd Ramadân al Boutî, un important dignitaire religieux sunnite pro-régime. L'Observatoire syrien des droits de l'homme donne de son côté un bilan d'au moins 46 morts.